# Stari Grad (Chorwacja)
Stari Grad (wł. Cittavecchia) – miasto w Chorwacji, w żupanii splicko-dalmatyńskiej, siedziba miasta Stari Grad. Leży na adriatyckiej wyspie Hvar. W 2011 roku liczył 1885 mieszkańców.
Stari Grad był pierwszym miejscem osadnictwa na wyspie Hvar i jednym z pierwszych w całym regionie basenu Morza Adriatyckiego. W okresie antycznym miasto zostało zasiedlone przez mówiących językiem indoeuropejskim mieszkańców Hvaru, a następnie przez Greków.